# Tomentella griseoviolacea
Tomentella griseoviolacea är en svampart som beskrevs av Litsch. 1941. Tomentella griseoviolacea ingår i släktet Tomentella och familjen Thelephoraceae.   Inga underarter finns listade i Catalogue of Life.